# Breznik Žakanjski
Breznik Žakanjski falu Horvátországban, a Károlyváros megyében. Közigazgatásilag  Žakanjéhoz tartozik.

## Fekvése
Károlyvárostól 20 km-re északnyugatra, községközpontjától 3 km-re délkeletre fekszik.

## Története
1783-ban az első katonai felmérés térképén „Dorf Bresnik Dolni” és „Dorf Gorni Bresnig” néven szerepel. A településnek 1857-ben 185, 1910-ben 161 lakosa volt. A trianoni békeszerződésig Zágráb vármegye Károlyvárosi járásához tartozott. 2011-ben 13-an lakták. Csendes kis vidéki település hagyományos népi építészettel.

## Lakosság
| Lakosság változása | Lakosság változása | Lakosság változása | Lakosság változása | Lakosság változása | Lakosság változása | Lakosság változása | Lakosság változása | Lakosság változása | Lakosság változása | Lakosság változása | Lakosság változása | Lakosság változása | Lakosság változása | Lakosság változása | Lakosság változása |
| ------------------ | ------------------ | ------------------ | ------------------ | ------------------ | ------------------ | ------------------ | ------------------ | ------------------ | ------------------ | ------------------ | ------------------ | ------------------ | ------------------ | ------------------ | ------------------ |
| 1857               | 1869               | 1880               | 1890               | 1900               | 1910               | 1921               | 1931               | 1948               | 1953               | 1961               | 1971               | 1981               | 1991               | 2001               | 2011               |
| 185                | 184                | 162                | 177                | 170                | 161                | 144                | 149                | 144                | 136                | 127                | 143                | 77                 | 41                 | 27                 | 13                 |

## Nevezetességei
Jézus Szentséges Szíve tiszteletére szentelt kápolnája.